# Mizuno Kóki
Mizuno Kóki (Sizuoka, 1985. szeptember 6. –) japán válogatott labdarúgó.
A japán válogatott tagjaként részt vett a 2007-es Ázsia-kupán.

## Statisztika
| Japán válogatott | Japán válogatott | Japán válogatott |
| Időszak          | Mérk.            | gól              |
| ---------------- | ---------------- | ---------------- |
| 2007             | 4                | 0                |
| Összesen         | 4                | 0                |